# Diogo de Azambuja
Diogo de Azambuja (* 1432 in Montemor-o-Velho; † 1518 ebenda) war ein portugiesischer Seefahrer und Entdecker.

## Person
Über Diogo de Azambuja ist nur wenig bekannt. Er entstammt einem adligen Elternhaus und war Komtur und Laienbruder (portugiesisch freire) im Ritterorden von Avis. Als Komtur des Ordens war er nicht verheiratet, hatte aber mit Leonor Botelha gemeinsam drei Kinder.
Historisch belegt tauchte sein Name erstmals 1449 auf, als er Alfons V. nach der verlorenen Schlacht von Alfarrobeira (20. Mai 1449) ins Exil nach Kastilien begleitete. Nach fünf Jahren Exil kehrte Azambuja an der Seite von Peter von Coimbra nach Portugal zurück.
Im Jahr 1458 nahm er an der Eroberung von Alcácer-Ceguer (heute Ksar es-Seghir) teil und beteiligte sich auch an weiteren Kämpfen in Marokko sowie an Feldzügen des portugiesischen Königs gegen Kastilien. Bei einer dieser Auseinandersetzungen verlor Azambuja ein Bein. Für seine Verdienste erhielt er eine Reihe von Ehrungen und Einkünften und wurde zu einem der königlichen Räte ernannt.

## Entdeckungsreise
Azambujas einzige Entdeckungsreise führte entlang der westafrikanischen Küste.
12. Dezember 1481 (Lissabon) – Mai/Juni 1486 (Lissabon): Diogo de Azambuja erhielt von Johann II. – der zuvor am 28. August 1481 die Geschäfte seines verstorbenen Vaters übernommen hatte – den Auftrag, als Kapitän der „Castello de Vide“ eine Festung (portugiesisch fortaleza) an der Goldküste nahe Benin als Handelsposten anzulegen. Die Flotte bestand aus zehn Karavellen und zwei Transportschiffen (portugiesisch urcas), die Baumaterial transportierten; die Besatzung zählte 500 Seeleute und 100 Handwerker. Mit an Bord befand sich als Navigator Bartolomeu Dias, ebenfalls dessen erste Reise. Ob auch Christoph Kolumbus an Bord war, ist umstritten. Jedenfalls hat er zu jener Zeit die Guinea-Küste bereist. Ein weiterer Kapitän war Pedro de Sintra. Die Armada erreichte Elmina am 19. Januar 1482. Am 20. Januar 1482 traf sich die Schiffscrew mit dem örtlichen Caramansa, Kwamin Ansah, der ihm die Baugenehmigung erteilte. Innerhalb von nur 20 Tagen konnte das Fort übergeben werden. Nach Fertigstellung des 40 km von Shama gelegenen Forts „São Jorge da Mina“ (Elmina) an der Goldküste blieben 60 Männer und drei Frauen zurück, während der Rest die Heimreise antrat. Diogo de Azambuja war von 1482 bis 1484 auch der erste portugiesische Gouverneur (portugiesisch capitão-mór) von Elmina.
Die Rückreise begann am 15. März 1486, im Mai oder Juni 1486 erreichten sie Lissabon.

## Weiteres Leben
Nach seiner Rückkehr wurde er zum Fidalgo des königlichen Hauses ernannt. 1487 fungierte er als oberster Verwalter der Waffenarsenale des Königreiches. In jenem Jahr ernannte ihn Johann II. zum Quartiermeister. Der inzwischen amtierende König Manuel I. beauftragte Azambuja 1506 mit dem Bau zweier Festungen in Mazagan und dem benachbarten Mogador (beide in Marokko); Azambuja ist urkundlich als Statthalter der Festung von Souira Kedima belegt. Im Jahr 1508 eroberte er gemeinsam mit Gracia de Mello die in der wohlhabenden Region von Doukkala gelegene Stadt Safi an der marokkanischen Atlantikküste. Nach der Eroberung von Saffi errichtete Azambuja auch hier 1508 ein Fort. Zwischen 1515 und 1518 war er Kapitän von Arguin.
Diogo de Azambuja starb im hohen Alter von 86 Jahren; sein Grab befindet sich in der Klosterkirche des Convento dos Anjos in Montemor-o-Velho.